# Németh-Csóka Mihály
Németh-Csóka Mihály (Kőszeg, 1927. június 29. – Budapest, 2020. augusztus 16.) Kiváló Orvos-díjas magyar orvos, biokémikus, laboratóriumi szakorvos, címzetes egyetemi tanár, az MTA doktora. A kötőszövetek, porcok neves kutatója. A magyar klinikai laborszakasszisztens-képzés egyik megteremtője.

## Életpályája
1945-ben Kőszegen érettségizett, és beiratkozott a budapesti Pázmány Péter Tudományegyetem orvosi karára, ahol 1951-ben „summa cum laude” minősítéssel orvossá avatták. Végzés után a szombathelyi kórház klinikai laboratórium-kórbonctani osztályára irányították, ahol 1954-ig a kórbonctani munka mellett elsajátította a legújabb laboratóriumi módszereket. Ezután Romhányi György professzor meghívására a Pécsi Tudományegyetem Kórbonctani Intézetébe került és bekapcsolódott az ott folyó intenzív tudományos vizsgálatokba. Később 1958 és 1963 között a pécsi Megyei Kórházban, azután a Honvéd Kórházban majd pedig 1963 és 1965 között az I. sz. Sebészeti Klinikán mint laborvezető dolgozott. Az akkor újjáalakuló Megyei Kórházban 1965-ben nevezték ki a labororatórium főorvosának. 1970-től a budapesti Tétényi úti Kórház Laboratóriumát vezette 1992-ig. A nyugdíjkorhatárt elérve 1998-ig a Korányi TBC és Pulmonológiai Intézetben mint laborfőorvos tevékenykedett, majd nyugdíjasként még részállásban 83 éves koráig ott dolgozott.
1965-ben védte meg az orvostudományok kandidátusi, 1977-ben akadémiai doktori értekezését.
Külföldi munkái: 
- 1966–67: St. Andrews (Skócia), Biokémiai Intézet
- 1981: Max Planck Intézet, München, Humboldt Ösztöndíj
- 1985: Max Planck Intézet, München, Humboldt Ösztöndíj

## Klinikai munkássága
Több mint száz publikációja, dolgozata jelent meg, többnyire magyar, német és angol nyelven.

## Kutatási területe
- Preanalitika: a szérum paramétereket befolyásoló endogen és exogén anyagokon (gyógyszer)
- Haematológiai elváltozások citosztatikus kezelés korai szakában
- A multidrogrezisztens protein blokkolása
- Minőségbiztosítás

## Díjai, elismerései
- Kiváló Orvos-díj (1992)
- Jendrassik Loránd emlékérem (1992)
- Bálint Péter MOLSzE emlékérem (2009)

## Főbb publikációi
- Acta Biologica Hungarica, 1984
- Labordiagnosztika, 1987
- Clinical Biochemie, 1988
- Gerontologia, 1969
- Experimental Gerontology, 1970